# Akkolade
En akkolade (i daglig tale tuborgklamme og variationer deraf)  er et skrifttegn. Dansk Sprognævn anbefaler tuborgklamme som benævnelse for tegnet i ikke-musiske sammenhænge. 
Formålene med tegnet er hovedsageligt tekniske, og deraf må især nævnes:
- Datalogi – til at definere et lokalt scope i mange programmeringssprog
- Matematikken – til gruppering af udtryk i matematiske ligninger, eller til angivelse af tællelige mængder.
- Musikken – til markering af en sammenhæng mellem nodesystemer, f.eks. højre- og venstrehånds nodesystemer i klaversatser.

På engelsk hedder tegnet braces eller curly brackets.

## Akkolade i matematisk brug
Angivelse af en mængde på ufuldstændig listeform:
N = {1,2,3,4,5...}

## Akkolade i musikken
Akkolade bruges her til at angive klaverets højre- og venstrehåndssystemers sammenhæng, mens sangernodens tilknytning her må nøjes med markering med lodrette taktstreger.

## Akkolade indenfor it
Programstump i programmeringssproget C:
```
#include <stdio.h>

int main()
{
    printf("Hej verden!\n");
    return 0;
}
```

## Hvorfor akkoladen kaldes en væltet tuborg
Det danske navn, tuborgklammen, er et eksempel på, hvordan et kendetegn ved et produkt kan svinge over til at være et begreb. I forbindelse med deres markedsføring benytter bryggeriet Tuborg en parasol, der netop har form som en akkolade. Firmabilernes førerhus og firmaets hestetrukne vogne, som man tidligere ofte så i gadebilledet i København, har en overdækning som set fra siden kan minde om et vandretliggende akkoladetegn. Resultatet er blevet, at den lodrette akkolade også kaldes en væltet tuborg.
- Tuborg-hestevogne med den karakteristiske "tuborg"-overdækning.
- Tuborg-parasol på godsvogn.